# Jüdischer Friedhof Schwelm

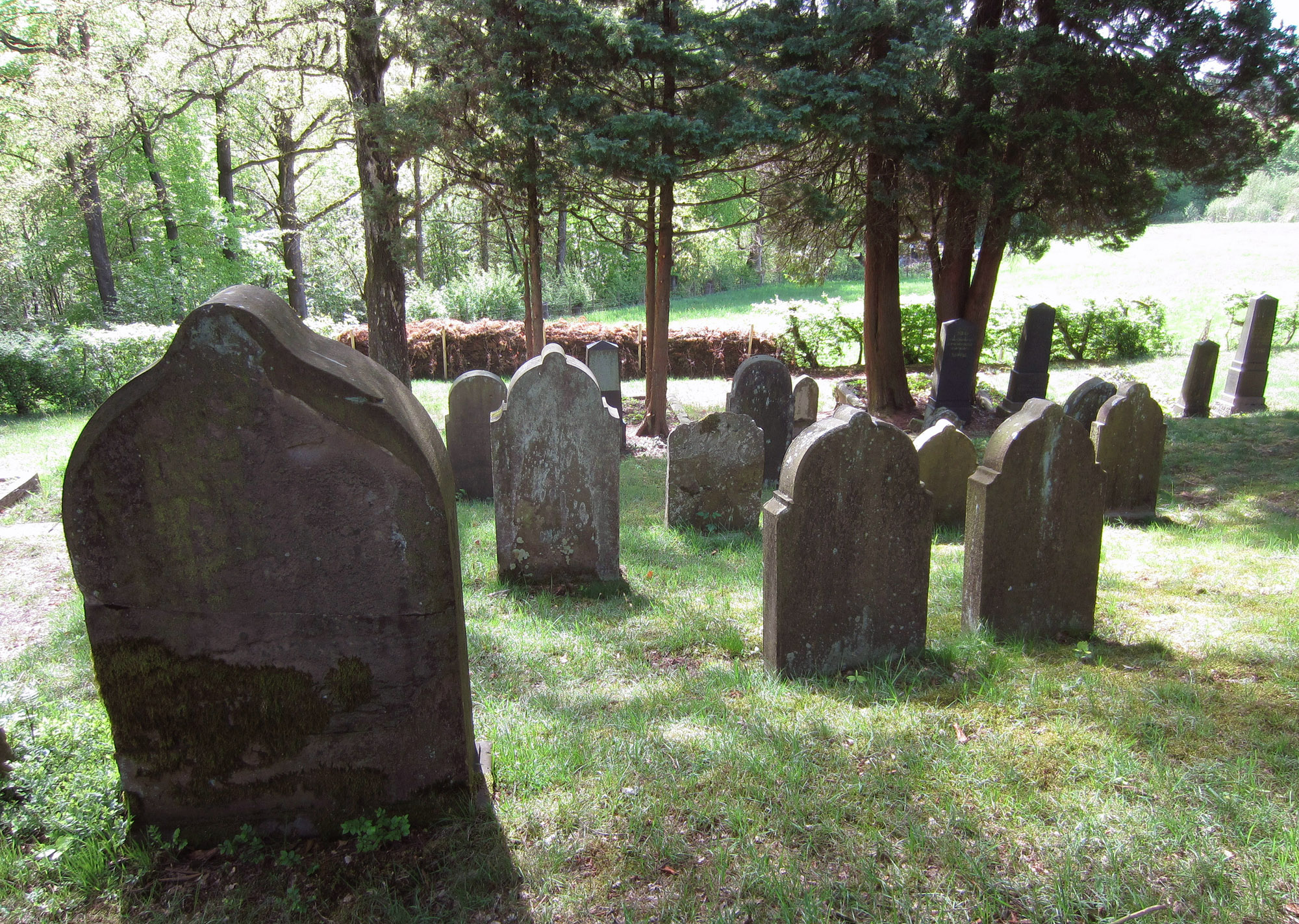
Jüdischer Friedhof Schwelm, die Grabsteine ausgerichtet nach Südosten (gen Jerusalem)

Der Jüdische Friedhof Schwelm besteht seit etwa 1776 und liegt außerhalb des bebauten Stadtgebiets von Schwelm (Ennepe-Ruhr-Kreis, Nordrhein-Westfalen) in ländlicher Umgebung, ca. 1300 Meter Fußweg entfernt vom alten Stadtkern. Der Friedhof wurde über annähernd 170 Jahre von den Juden Schwelms sowie umliegender Orte, darunter Gevelsberg und Langerfeld genutzt. Das letzte Begräbnis fand 1943 statt, etwa zeitgleich mit der völligen Auslöschung der jüdischen Gemeinde am Ort.
Erhalten sind 86 Grabsteine, darunter der älteste von 1713 (der Stein wurde offenbar auf diesen Friedhof umgesetzt) und der zweitälteste von 1817. Ein Grabstein des 20. Jhs. ist das Werk des Bildhauers Leopold Fleischhacker. Der Friedhof ist seit 1992 denkmalgeschützt. Erhalt und Pflege betreiben die Stadt Schwelm sowie Ehrenamtliche, in Anerkennung eines jüdischen Gesetzes der zeitlich unbegrenzten Totenruhe.

## Lage und Zuweg

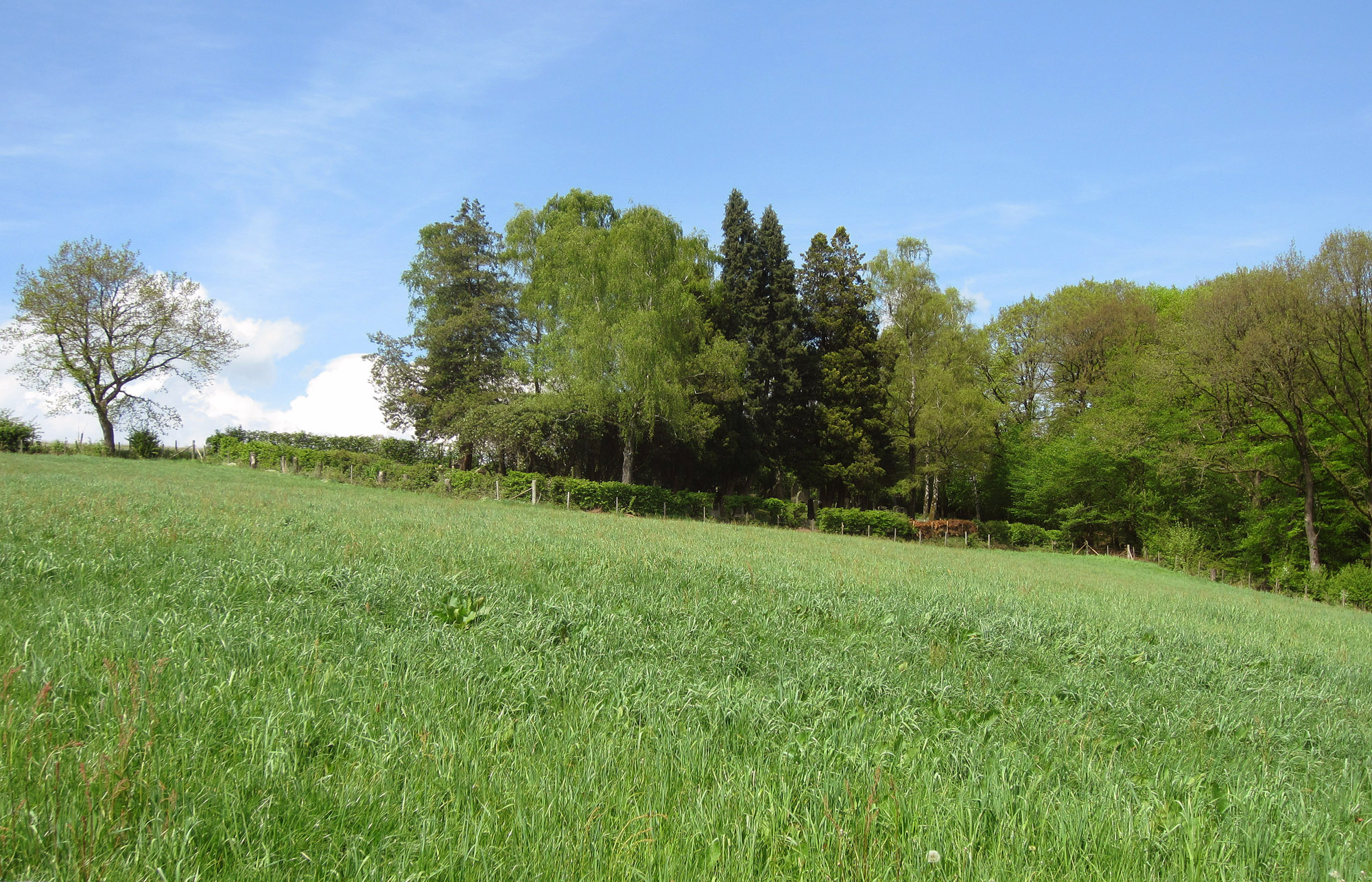
Der Friedhof am Hang zwischen Wiesen und Wald (Blick von Süden)
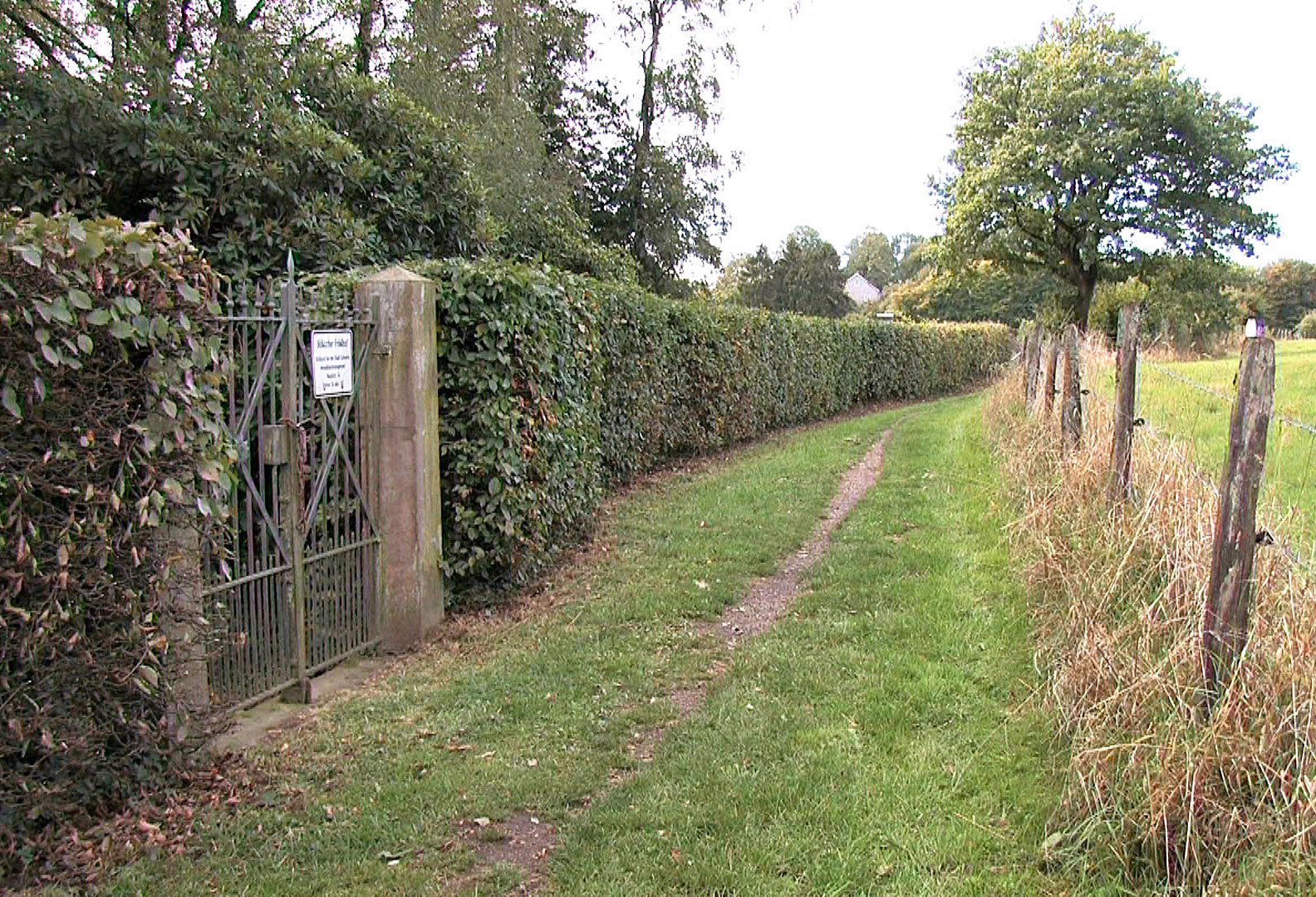
Ein Feldweg oberhalb des Friedhofs führt an das Eingangstor

Der Friedhof liegt in südlicher Richtung der Altstadt Schwelms auf der stadtabgewandten Seite des Höhenzugs Winterberg – Ehrenberg. Die fußläufige Verbindung vom Ortskern führt über historische Wege der mittelalterlichen Anbindung Schwelms an Köln:
- Kölner Straße – Im Wildeborn – Delle, oder
- Kölner Straße – Weilenhäuschenstraße – Max-Klein-Straße – Fortführung auf Wald- und Feldweg über „Gooshaiken“ / Haus Bandwirkerweg 25

Letztere Wegführung ist Teil des heutigen Jakobswegs und als solches beschildert. Im Bereich „Gooshaiken“ sind Abschnitte denkmalgeschützt als historischer Hohlweg (Bodendenkmal seit 1991).
Der Friedhof grenzt an die Ortschaft Delle an und ist lokal auch als „Friedhof an der Delle“ bekannt. Sowohl von der Straße „Delle“ wie auch vom kreuzenden Bandwirkerweg führen im rechten Winkel Feldwege zum Friedhof (ab Haus Bandwirkerweg 25: stadtauswärts ca. 200 m).
An einem Hang mit südöstlicher Ausrichtung gelegen, ist der Friedhof zu drei Seiten von Wiesen umgeben und ostseitig an Wald angrenzend. Seine Form ist weitgehend rechteckig bei mittleren Maßen von etwa 65 × 26 Metern. Eine Hecke und ein grundsätzlich verschlossenes Tor frieden den Ort ein. (Besucher erhalten einen Schlüssel bei der Stadtverwaltung.)

## Geschichte und Beschreibung

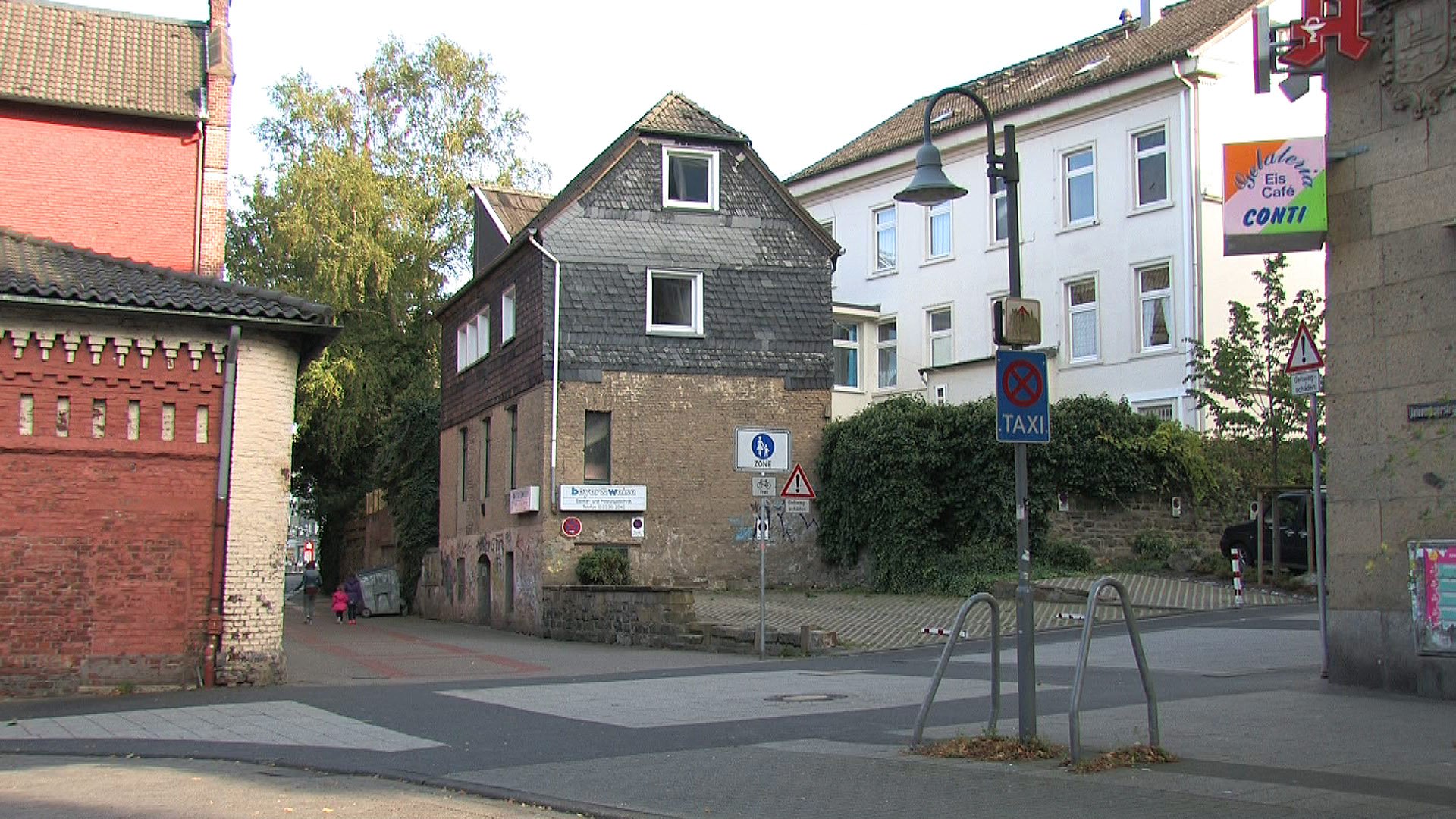
Ort des ersten jüdischen Friedhofs an der Stelle der heutigen Hauptstr. 53a (Bildmitte)

Bis etwa 1776 begruben die Juden Schwelms ihre Toten am außenseitigen Fuß der Stadtmauer im Winkel eines Mauervorsprungs. Es ist der heutige Ort der Kreuzung Untermauerstraße-Schulstraße und dort eines Gebäudes am Anfang des „Brauereigässchens“ (Hinterhaus zu Hauptstraße 53). Das Gebäude wurde über dem einstigen jüdischen Begräbnisort errichtet. Zur betreffenden Zeit um 1776 lebten etwa fünf jüdische Familien in der Stadt. Ihnen war ein Begräbnis ihrer Toten auf dem regulären Friedhof innerhalb der Stadtmauer verwehrt.
Als sich am Mauerfuß keine weiteren Gräber anlegen ließen, erwarb die jüdische Gemeinde das Grundstück des heute erhaltenen Friedhofs außerhalb der Stadt. Die Ortswahl begünstigte eine gegebene Hangneigung der Fläche und ihre Ausrichtung nach Südosten. Nach alter Tradition wurden jüdische Friedhöfe bevorzugt an Hängen angelegt, mit einer Ausrichtung der Toten und der Grabsteine nach Südosten, dem Heiligen Land und Jerusalem entgegen.
Der erste Begräbnisort an der Stadtmauer wurde derweil weiter erhalten, einem jüdischen Gesetz ewiger Totenruhe verpflichtet. Über dieses Gesetz und den Protest der jüdischen Gemeinde setzte sich die Stadtverwaltung hinweg, als sie 1829 den Bau des (heute erhaltenen) Gebäudes über der Gräberstätte genehmigte.
Auf dem neuen Friedhof außerhalb der Stadt begann man die Belegung zunächst im obersten Bereich des Hangs und erweiterte sie hangabwärts. Die beiden ältesten Grabsteine finden sich noch heute an höchster Stelle: im äußersten Norden ein Stein mit barockem Schmuck von 1713 (vgl. unten, Mirjam Hakohen), im äußersten Westen ein bemerkenswert gut erhaltener Stein von 1817 (vgl. unten, Anschel Jakob).
Ein mittlerer Stufenweg teilt die Friedhofsfläche in etwa zwei Hälften. Die südwestliche (vom Eingang rechts) wird von einem älteren Gräberfeld eingenommen, die nordöstliche von einem neueren. Unmittelbar am Weg und in Eingangsnähe sind Gräber von herausragenden Gemeindemitgliedern angeordnet, darunter Gemeindevorsteher aus mehreren Generationen der Familie Meyer (vgl. unten).

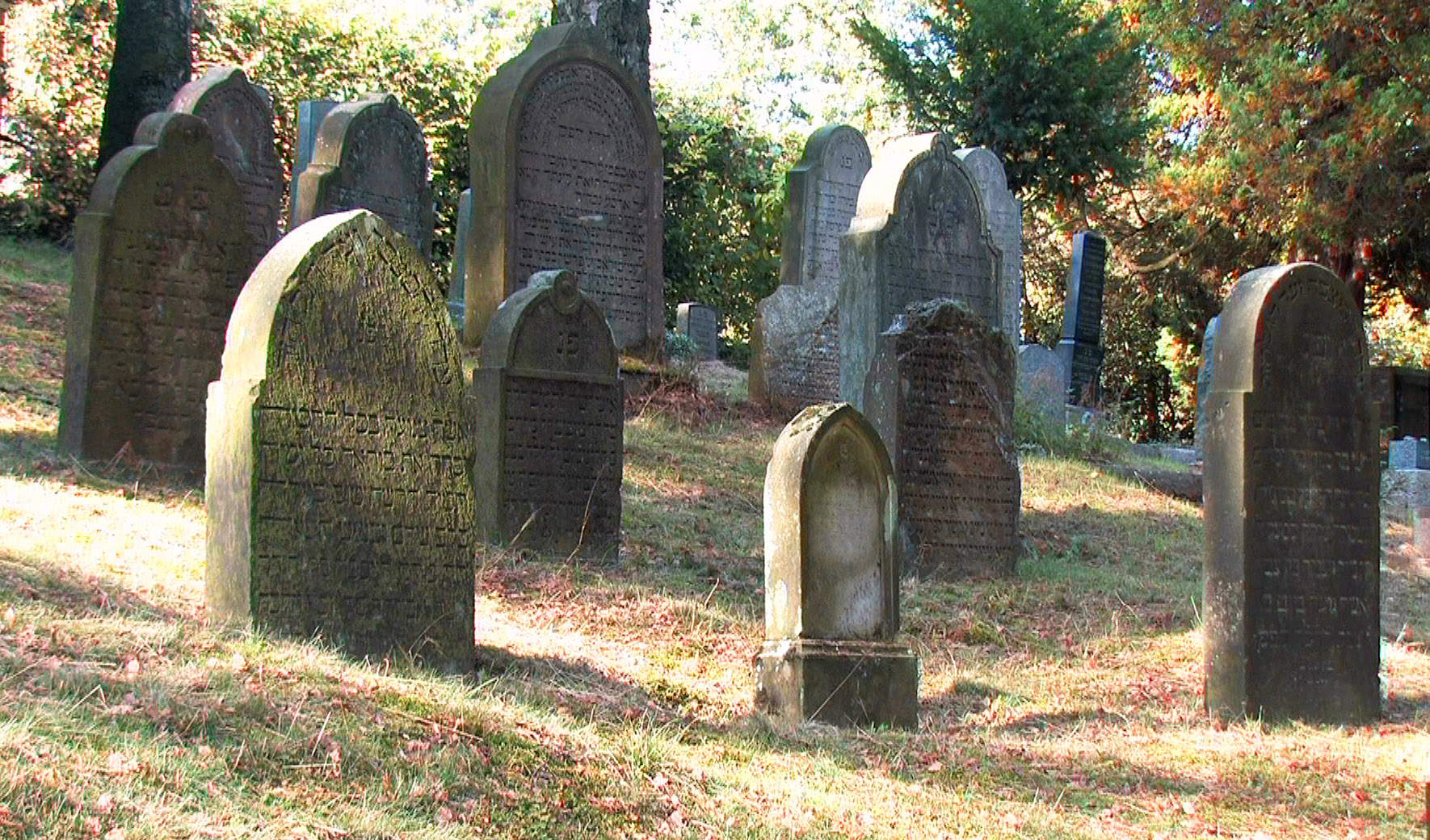
Älteres Gräberfeld aus dem 19. Jh.

Die frühen Gräber sind in lockerer Anordnung auf der Fläche verteilt. Ab Mitte des 19. Jahrhunderts nimmt die Belegung eine zunehmend geordnete Reihenstruktur an. In chronologischer Folge fügen sich die Grabstellen vom Mittelweg nach außen aneinander, in Reihen sich hangabwärts fortsetzend. Auf dem älteren Gräberfeld erreicht die Chronologie das Jahr 1911 in der untersten Reihe am fernen Ende. Sie springt zurück hinauf zum Eingang, um sich von dort in den Nordostteil fortzusetzen, das neuere Gräberfeld bildend. Hier entstehen auf terrassiertem Gelände vier Reihen, die unterste mit nurmehr einem einzigen Grab, dem zeitlich letzten des Friedhofs von 1943 (vgl. unten, Artur Cohn).
Materialien, Formen und Inschriften der Grabsteine reflektieren die Chronologie des Orts. Die älteren Steine aus der Zeit bis in das späte 19. Jahrhundert sind überwiegend aus Sandstein in hochrechteckiger Form, oberseitig mit traditionellem Rundbogenabschluss. Ihre Beschriftung ist bis zur Jahrhundertmitte nur in Hebräisch, dann beginnen sich kurze Angaben in deutscher Sprache auf der Rückseite zu ergänzen. Zum Jahrhundertende wechselt das Deutsche auf die Vorderseite, sich dort zunächst noch der hebräischen Inschrift unterordnend. Die Grabsteine dazu sind aus poliertem Granit und von zunehmend mannigfaltiger Form, besonders häufig mit Obeliskenmotiv. Das Hebräische wandert hinab zum Sockel des Steins oder auf dessen Rückseite, zum Teil wird es ganz aufgegeben.
In dieser Entwicklung manifestiert sich die zunehmende Assimilation und Integration der (Schwelmer) Juden in die ansässige Mehrheitsgesellschaft ab dem mittleren 19. Jh. Spätere Grabsteine des 20. Jhs. lassen die jüdische Identität nur noch diskret erkennen, in der Regel mit kurzen, standardisierten Formeln in Hebräisch, oberseitig und unterseitig die deutsche (Haupt-)Inschrift rahmend (oben: פ”נ – „Hier liegt“, unten: תנצב”ה – Abkürzung für „Seine/ihre Seele sei eingebunden in das Bündel des Lebens“). Dazu nehmen die Steine im 20. Jh. meist breitrechteckige Form als Familiengrabsteine an.
Die Namen der Begrabenen lassen erkennen, dass der größte Teil sich nur sechs alten Familien Schwelms zuordnet, alle diese über viele Generationen der Stadt zugehörig, einige seit dem 17. Jh. Es sind:
| Familie   | in Schwelm über | dazu erhalten |
| --------- | --------------- | ------------- |
| Anschel   | 4 Generationen  | 7 Grabsteine  |
| Calmann   | 8 Generationen  | 10 Grabsteine |
| Herz      | 5 Generationen  | 9 Grabsteine  |
| Marcus    | 6 Generationen  | 7 Grabsteine  |
| Meyer     | 7 Generationen  | 13 Grabsteine |
| Rosendahl | 6 Generationen  | 8 Grabsteine  |

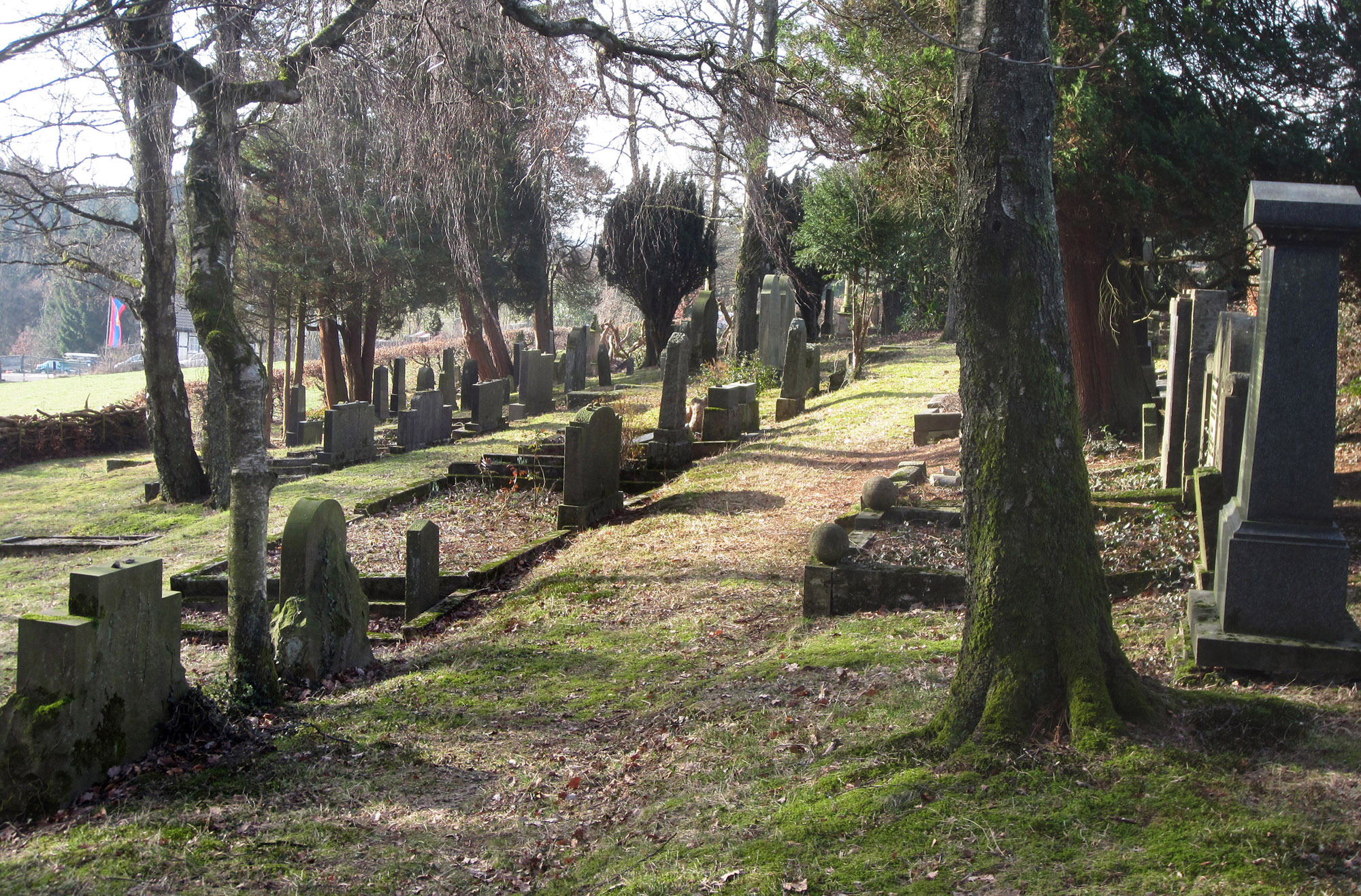
Neueres Gräberfeld aus dem 20. Jh.

Als Nutzer des Friedhofs umfasste die jüdische Gemeinde in Schwelm gegen Ende des 18. Jhs. etwa 30 bis 40 Personen, sie erweiterte sich über den Lauf des 19. Jhs. auf zeitweise bis zu 80 Personen und schrumpfte wieder im 20. Jh., zuletzt drastisch. Es ergänzten sich ab der 19. Jahrhundertmitte auch Juden aus den benachbarten Landgemeinden von Gevelsberg, Voerde, Milspe, Langerfeld und Sprockhövel als Nutzer der Synagoge und des Friedhofs in Schwelm. Von ihnen zeugen die erhaltenen Grabsteine der Namen Auerbach, Barmé, Buscher, Frankenberg, Frankenstein, Podemski und Wendriner.
In der Zeit des Nationalsozialismus dezimierten Flucht, Deportation und Ermordung die jüdische Gemeinde Schwelms bis zu ihrer völligen Auslöschung zu Jahresende 1944. Der Friedhof wurde in dieser Zeit mehrfach Ziel von Vandalismus und Schändung, unter anderem in der „Reichskristallnacht“ von 1938, im Umfeld des Aufrufs zur „Reichsmetallspende“ von 1940, erneut 1942 und 1945. Dabei wurden Grabsteine beschmiert, beschädigt, umgestürzt und zerschlagen. Zeugen beschrieben 1943 und 1945 den Ort als „verwüstet“ und „völlig zerstört“, sämtliche Steine auf der Fläche seien umgeworfen gewesen.

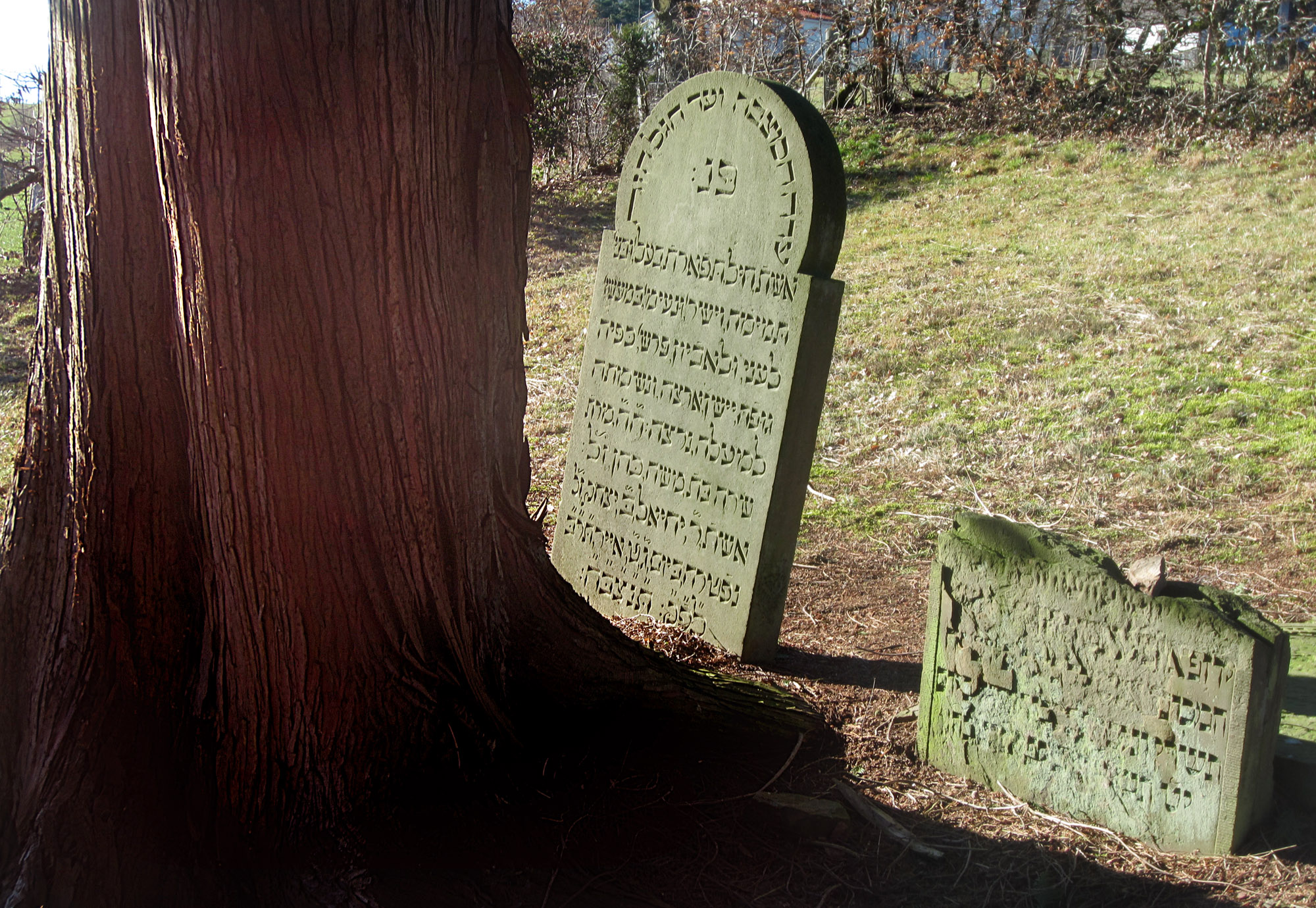
Einer der ältesten Steine, gewidmet Sarah Rosenthal, 1842 (links)

Erste Aufräumarbeiten ab 1945 leistete ehrenamtlich die Schwelmerin Martha Kronenberg. Später engagierte sich die Stadt bei der Wiederaufstellung und Instandsetzung der Grabsteine. Dabei mögen Steine nicht am originalen Ort wiederaufgestellt worden sein, so dass das heutige Bild keine zuverlässige historische Aussage erlaubt. Einer der Steine wurde verkehrtherum aufgestellt, mit der hebräischen Inschrift zur Rückseite. Bruchstücke von zerstörten Steinen wurden nicht erhalten. Die heute zahlreich vorzufindenden Leerflächen mögen sich aus den Zerstörungen ableiten. Mindestens ein bekanntes Grab (Fabrikant Josef Wassertrüdiger) lässt sich nicht mehr auffinden.
Erhalt und Pflege des Friedhofs sind seit 1957 durch eine Vereinbarung zwischen Bund und Ländern geregelt. Gemäß dieser erhält die Stadt Schwelm zur Ausführung der Pflege dauerhaft einen finanziellen Zuschuss. Eigentümer ist der Landesverband der Jüdischen Gemeinden von Westfalen-Lippe, mit Sitz in Dortmund. Die Bedeutung des Friedhofs als Zeugnis deutsch-jüdischer Kulturgeschichte würdigte 1992 seine Unterschutzstellung als Baudenkmal.
1988 erstellte Adalbert Böning aus Hagen eine Übersetzung von 18 hebräischen Inschriften ausgewählter Grabsteine. Im gleichen Jahr veröffentlichte der Schwelmer Stadtarchivar Gerd Helbeck eine Liste der Namen und Lebensdaten aller noch lesbaren und übersetzten Grabinschriften des Friedhofs (96 benannte Personen). 2017 entstand in ehrenamtlicher Arbeit ein Friedhofsplan, der auch online veröffentlicht ist (vgl. unten).
2016 wurde der Pflegezustand des Friedhofs als kritisch beschrieben, bedroht in Teilbereichen durch wucherndes Strauchwerk und Unkraut auf den Grabflächen. Einzelne Grabsteine seien durch den Wildwuchs schon zum Umstürzen gekommen.

## Grabstätten von besonderem Interesse
Zu den nachfolgend beschriebenen Grabstätten sind Nummern angegeben, die auf den abgebildeten Friedhofsplan von 2017 referieren:
|  |  |  |

Bela, Frau Herz Joseph

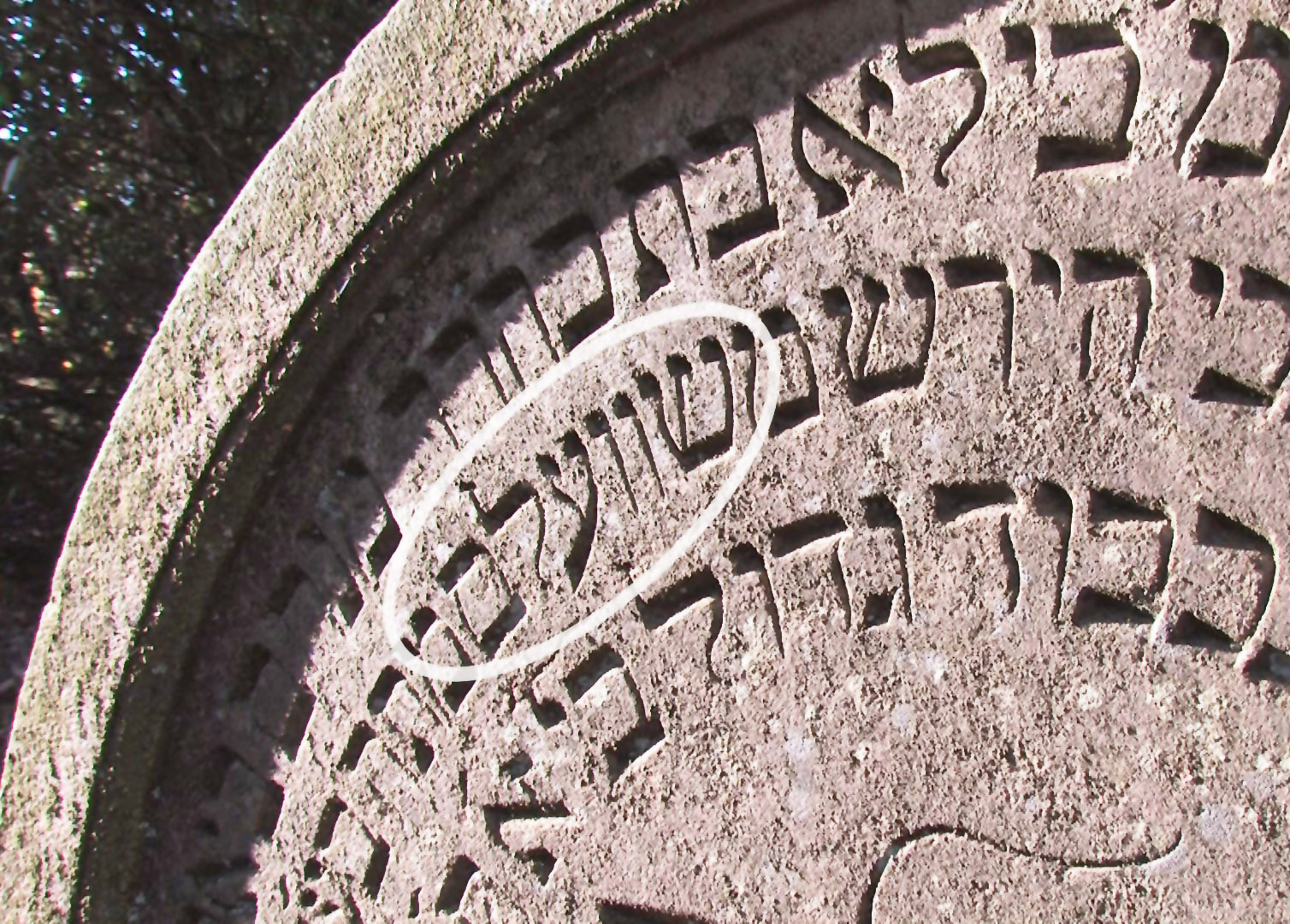
Die hebräische Inschrift lässt das Wort „Schwelm“ erkennen (s. Markierung)

Dieser Grabstein (Nr. 2) ist unter den ältesten Steinen des Friedhofs der größte und auffallendste. Datiert von 1843, ist er Bela gewidmet, der Ehefrau des Viehhändlers und Metzgers Herz Joseph aus Schwelm. Auf dem Stein ist das Wort „Schwelm“ (שּׁװﬠלם) aus der hebräischen Inschrift herauszulesen (vgl. Foto). Den gesamten Stein durchzieht mittig ein deutlich erkennbarer Bruch, als Verweis auf Vandalismus.
Die Familie Belas genoss unter den Schwelmer Juden einen herausgehobenen Status. Schwiegervater Joseph Meyer avancierte vom einfachen Knecht zum Assessor der märkischen Judenschaft und zählte ab 1755 zu den ersten sgn. Schutzjuden Schwelms. Wohnhaft im eigenen Haus Kirchstraße 15 (heute denkmalgeschützt erhalten), begründete Meyer mit seinen Kindern allein vier der oben genannten wichtigen jüdischen Familien Schwelms. Sein einziger Sohn Herz Joseph führte mit Ehefrau Bela das Haus und den väterlichen Viehhändlersberuf im 19. Jh. fort.
Die ausführliche Grabinschrift hebt Belas wohltätiges Werk zugunsten von Bedürftigen hervor. Drei Söhne von ihr wurden ebenso Viehhändler und wechselten zum Familiennamen Herzsohn. Der älteste Sohn Joseph wurde ebenfalls mit einem Grabstein in ehrenvoller Lage direkt am Mittelweg gewürdigt (Nr. 71).
David Meyer und Bella
David Meyer (gest. 1844, Nr. 3) war lange Zeit Vorsteher der jüdischen Gemeinde der Stadt. Mit Ehefrau Bella (gest. 1827, benachbarter Stein Nr. 4) bewohnte er ein Haus am Ort der heutigen Kirchstraße 13, als Nachbarn zu Herz und Bela Joseph. Bis zur Entstehung der Schwelmer Synagoge (1819) stellten die Meyers ihr Haus der jüdischen Gemeinde als Ort für die Gottesdienste zur Verfügung. 1829 protestierte Meyer als Gemeindevorsteher gegen die Absicht der Stadtverwaltung, auf dem ersten jüdischen Friedhof an der Stadtmauer ein Haus zu errichten, unter Missachtung der jüdischen Gesetze.

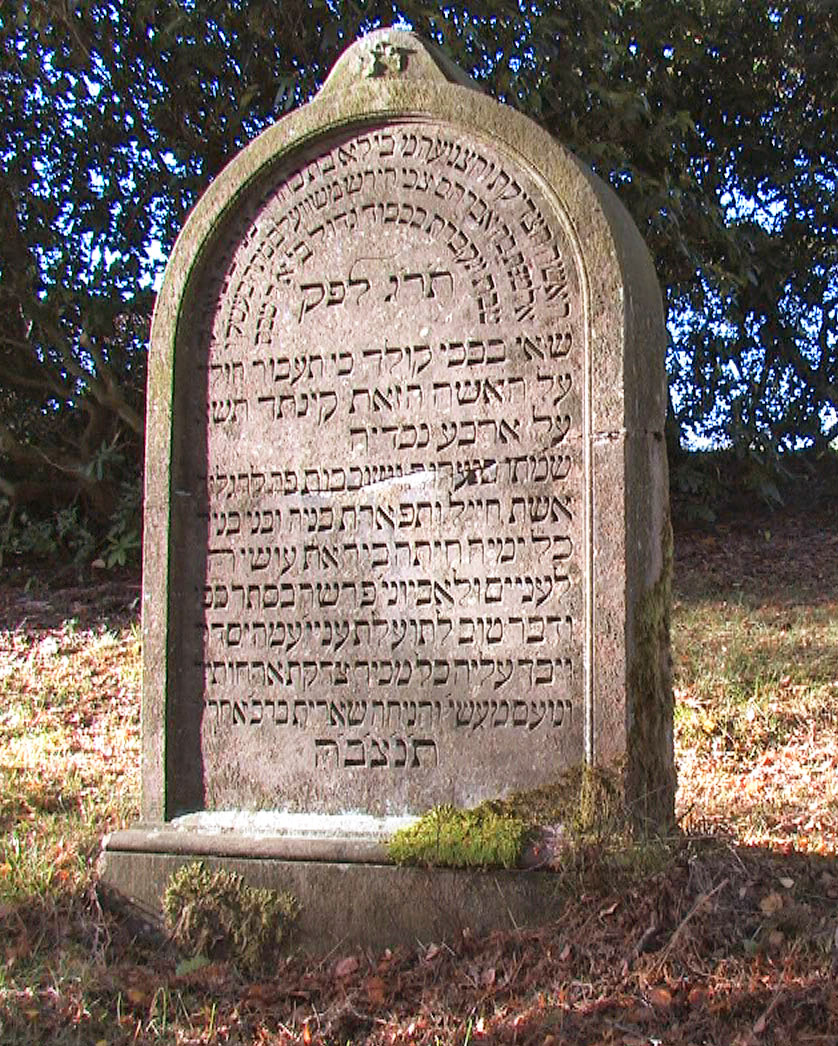
Bela, Frau H. Joseph
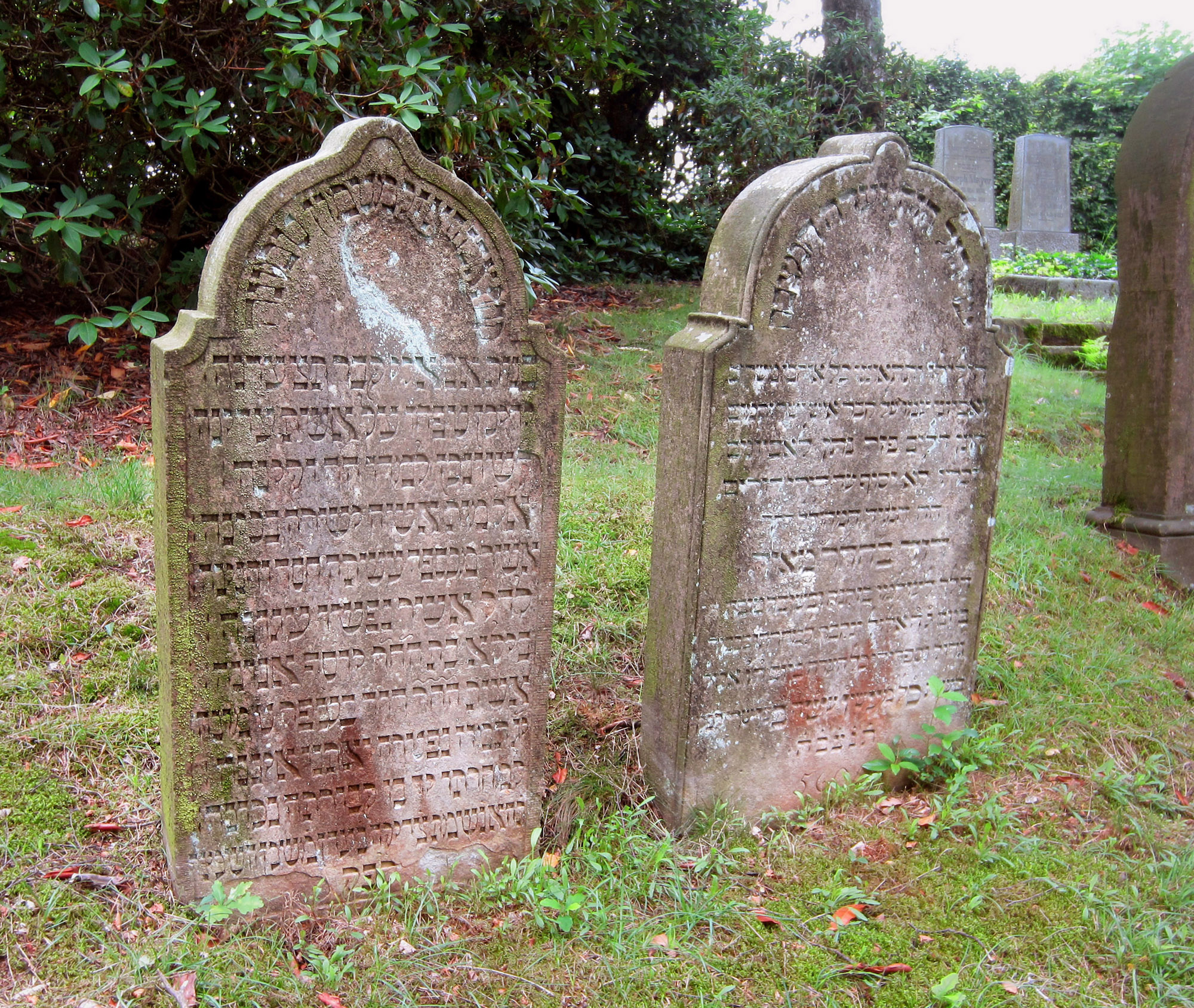
David Meyer (r.) u. Bejle
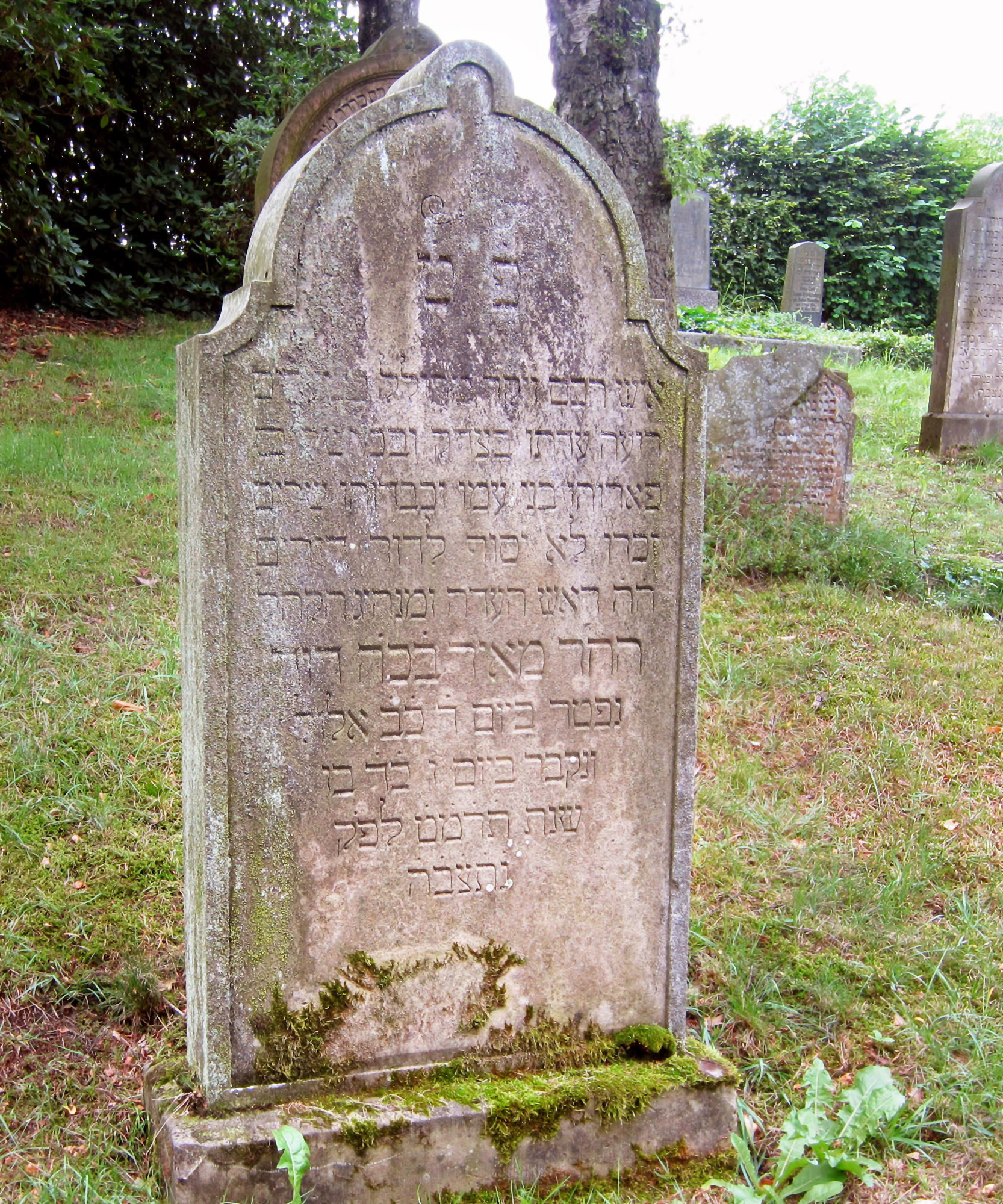
David Meyer jun.
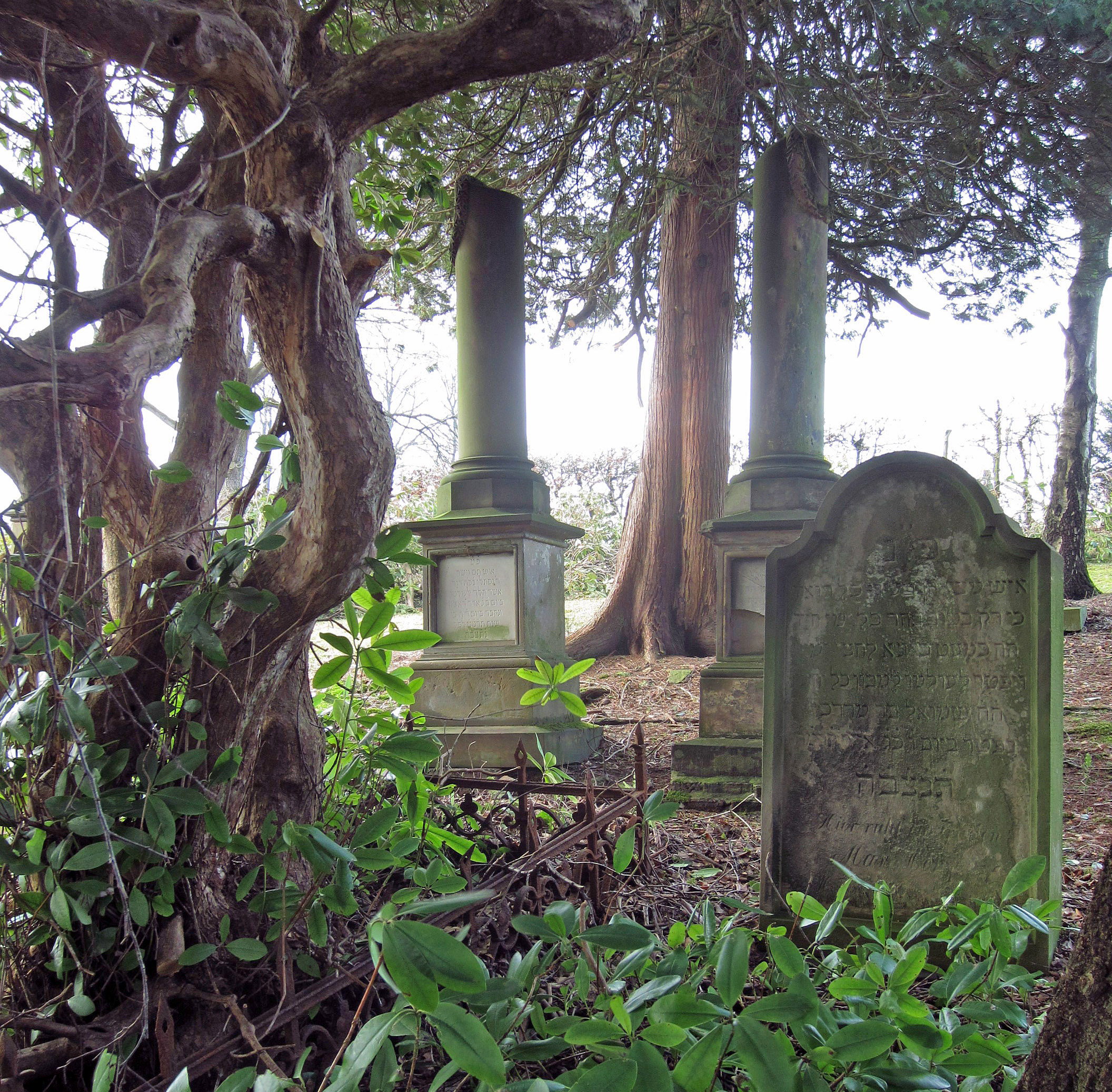
Herz u. Amalie Meyer
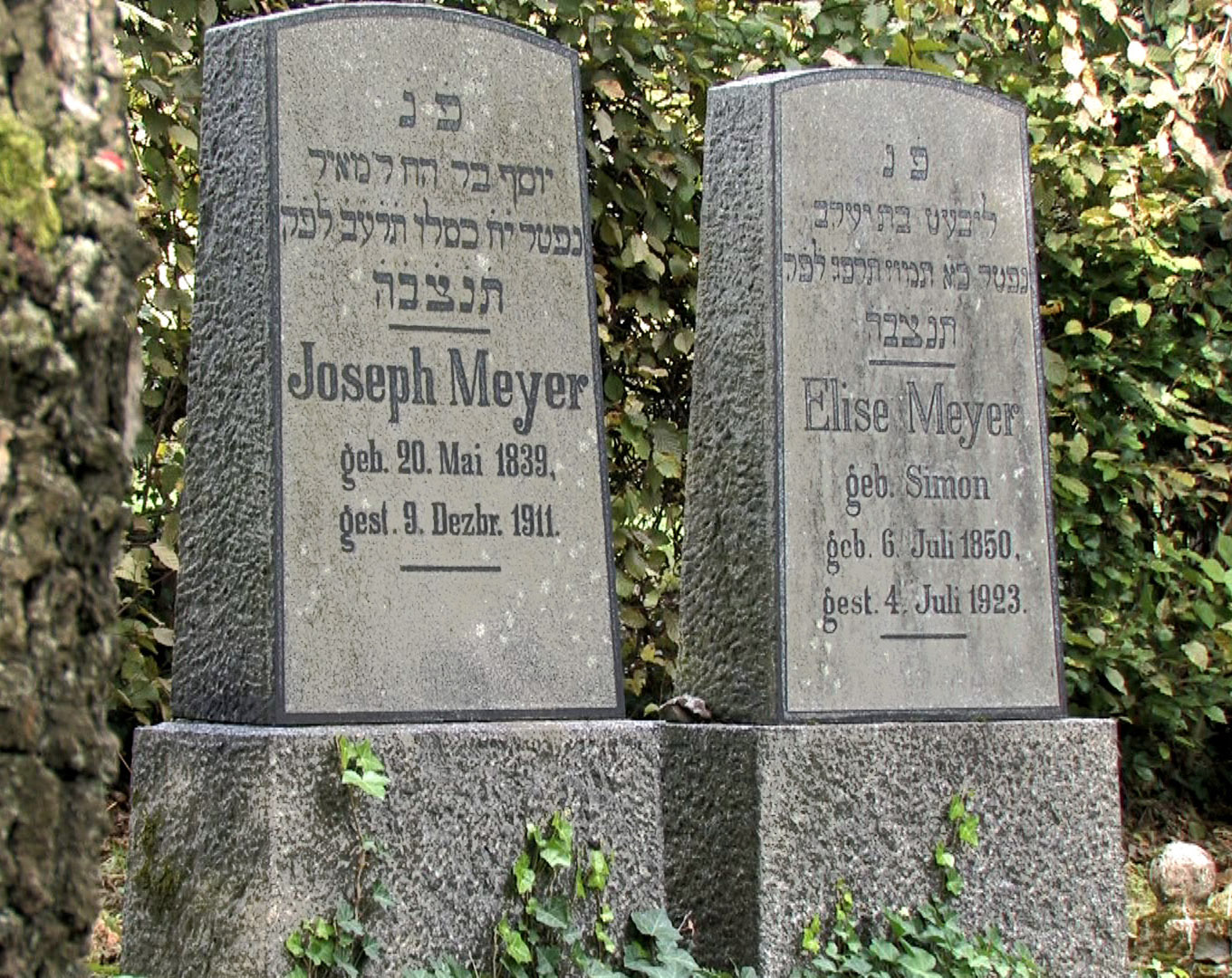
Joseph u. Elise Meyer
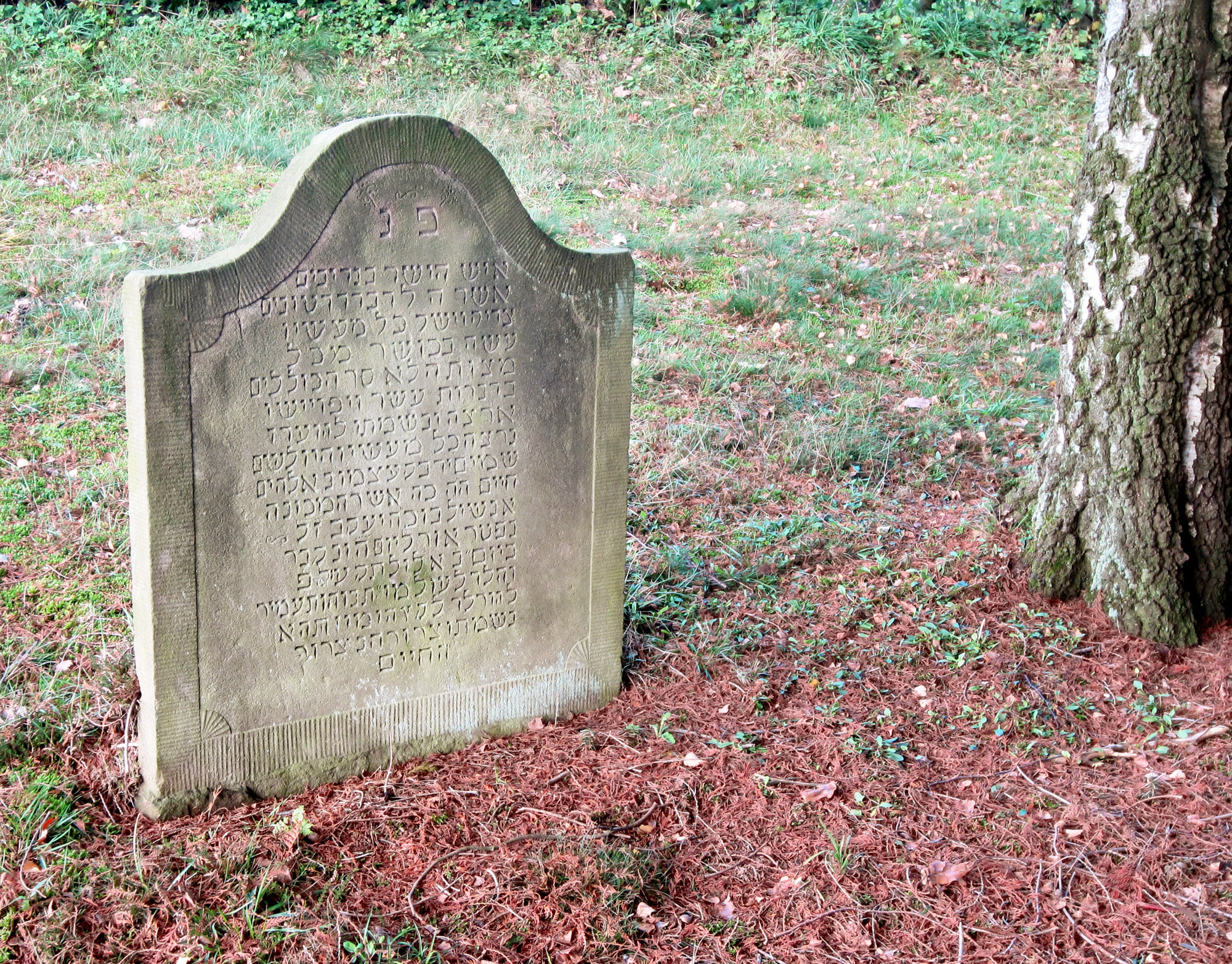
Anschel Jakob

David Meyer jun.
Auch Sohn David Meyer junior (1799–1889, Nr. 10) war lange Zeit Vorsteher der Gemeinde, zudem Mitglied des Schwelmer Stadtrats. Bei seinem Tod 1889 bescheinigte ihm die Stadtverwaltung, „sich hohe und allgemeine Achtung unter seinen Mitbürgern aller Konfessionen erworben“ zu haben.
David Meyer jun. löste sich zusammen mit Bruder Herz Meyer aus der Berufstradition des Viehhändlers, beide gründeten im elterlichen Haus zunächst ein Handelsgeschäft, später die Bank „David Meyers Söhne“. Offenbar in Verbindung mit der Bankgründung bauten sie das Stammhaus der Familie um 1840 am gleichen Ort neu auf. Der Neubau ist das erhaltene, denkmalgeschützte Haus Kirchstraße 13.
Meyers Grabstein ist von ähnlich traditioneller Gestaltung wie der des Vaters, weist auf der Rückseite aber bereits eine deutsche Inschrift auf. Der Grabtext beschreibt Meyer als „Hirten seiner Gemeinde“ und „weisen und teuren Mann“. Ein benachbarter, stark verwitterter Stein (Nr. 11) wird seiner Frau Sara Chana zugeschrieben und nennt diese „die Krone ihres Mannes“.
Herz und Amalie Meyer
Die beiden Grabmale des Bankier-Ehepaares Meyer (Nr. 20 und 21) gehören zu den imposantesten des Friedhofs. Sie sind als gebrochene Säulen gestaltet, einst beliebtes Sinnbild für früh beendetes Leben. Herz Meyer (1807–1889) gründete und führte gemeinsam mit seinem Bruder David das Bankhaus „David Meyers Söhne“ in der Kirchstraße und war gleichfalls Mitglied im Schwelmer Stadtrat. Das familiäre Bankgeschäft führten sein Sohn Emil Meyer (Nr. 41) und Enkel Carl Otto Meyer (Nr. 53) fort.
Joseph und Elise Meyer
Als Sohn des David Meyer jun. übernahm Joseph Meyer (1839–1911, Nr. 57) in nächster Generation das Meyersche Bankhaus und führte auch das Ehrenamt des Gemeindevorstehers fort. 1898 verkaufte er das Stammhaus in der Kirchstraße und verlagerte Banksitz und Wohnung in die (heute erhaltene, denkmalgeschützte) Schulstraße 7. Seine Ehefrau Elise stammte aus einer Düsseldorfer Bankiersfamilie und war die Schwester der Sozialaktivistin und Autorin Helene Simon.
Sohn Hermann Meyer (1873–1922, Nr. 72) wurde ebenfalls noch Bankier und Gemeindevorsteher. In seine Zeit fiel der Zusammenbruch des Bankhauses bei Beginn des Ersten Weltkriegs. Hermann Meyer erlitt als Soldat bei Verdun Kopfverletzungen, an denen er später starb. Seine Frau und Kinder emigrierten verarmt nach Palästina.
Anschel Jakob
Die Grabstätte von Anschel, Sohn des Jakob (gest. 1817, Nr. 7) ist die älteste des Friedhofs, mit kaum verwittertem Grabstein. Anschel stammte aus Bochum und wurde im späten 18. Jh. zu einem der etwa sieben Schutzjuden in Schwelm. Er heiratete in die Familie des Assessors Joseph Meyer in der Kirchstraße 15 und bezog mit eigener Familie das Haus gegenüber (heute Kirchstraße 12). Seine Söhne Joseph und Aron nahmen den Familiennamen Anschel an.
Die bemerkenswert gut erhaltene Grabinschrift vermittelt einen Hinweis auf das zentrale Thema der ewigen Totenruhe auf jüdischen Friedhöfen: „Sein Leib schläft in der Erde, seine Seele ist in den Garten Eden aufgenommen.“

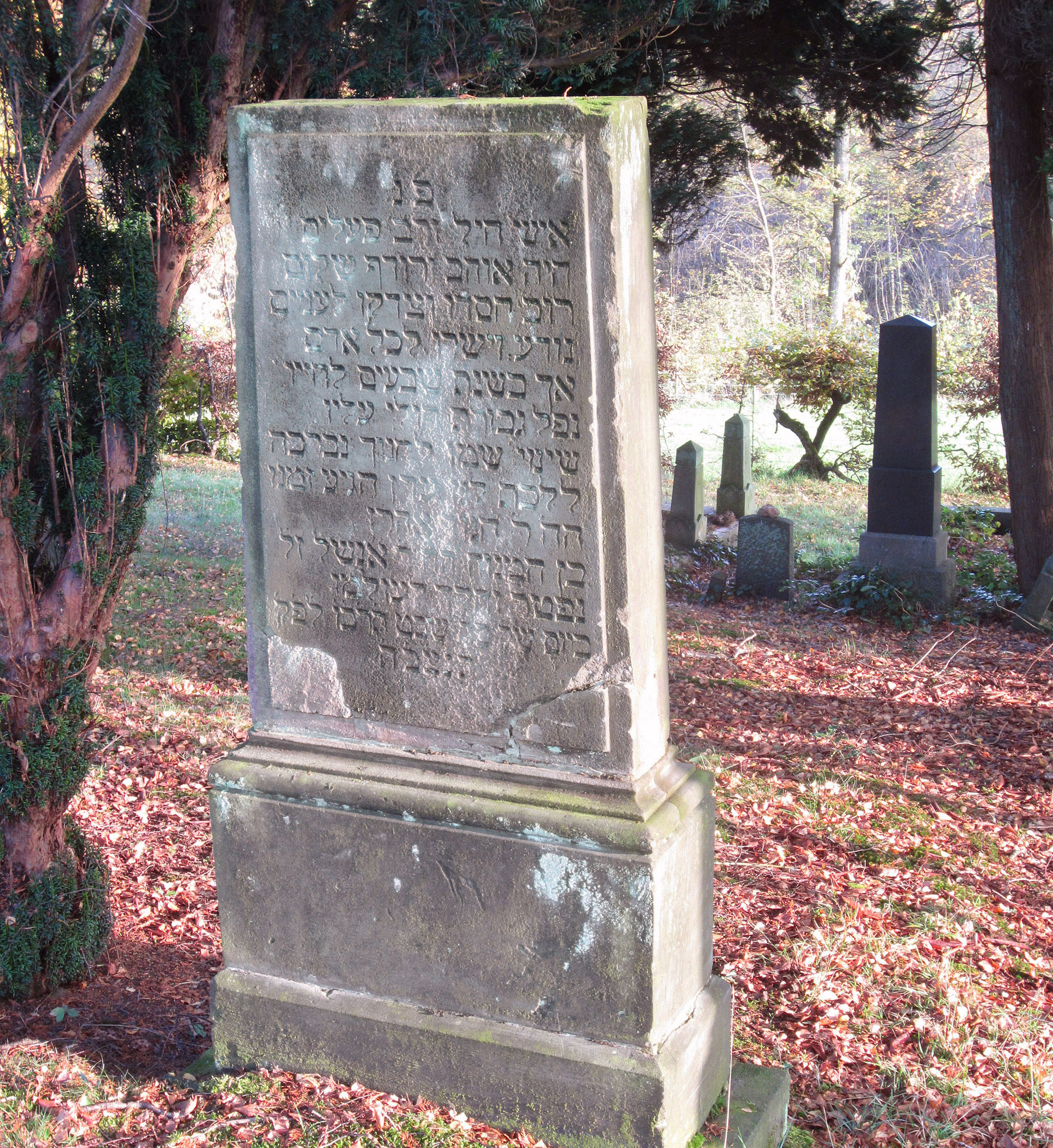
Aron Anschel
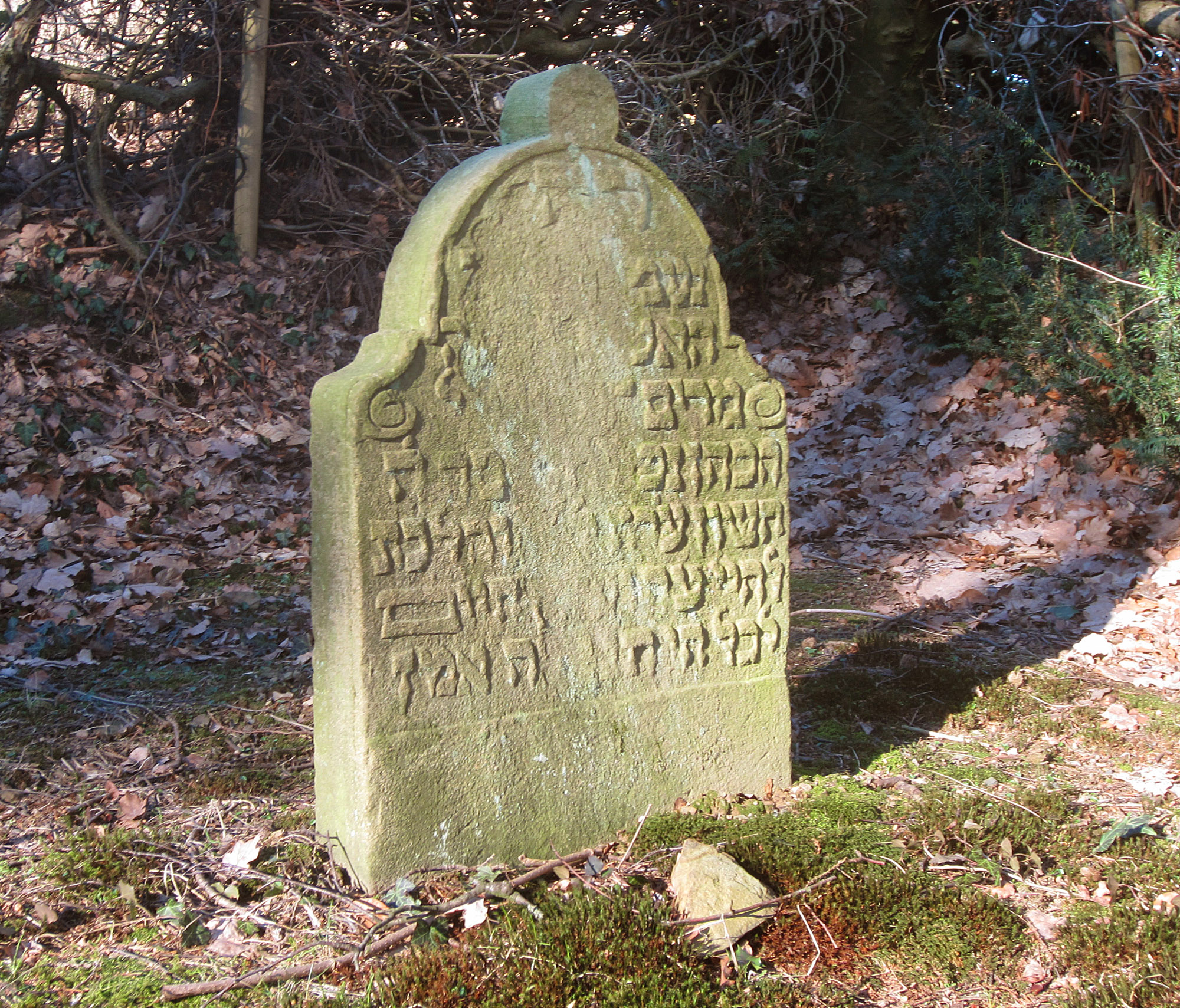
Mirjam Hakohen
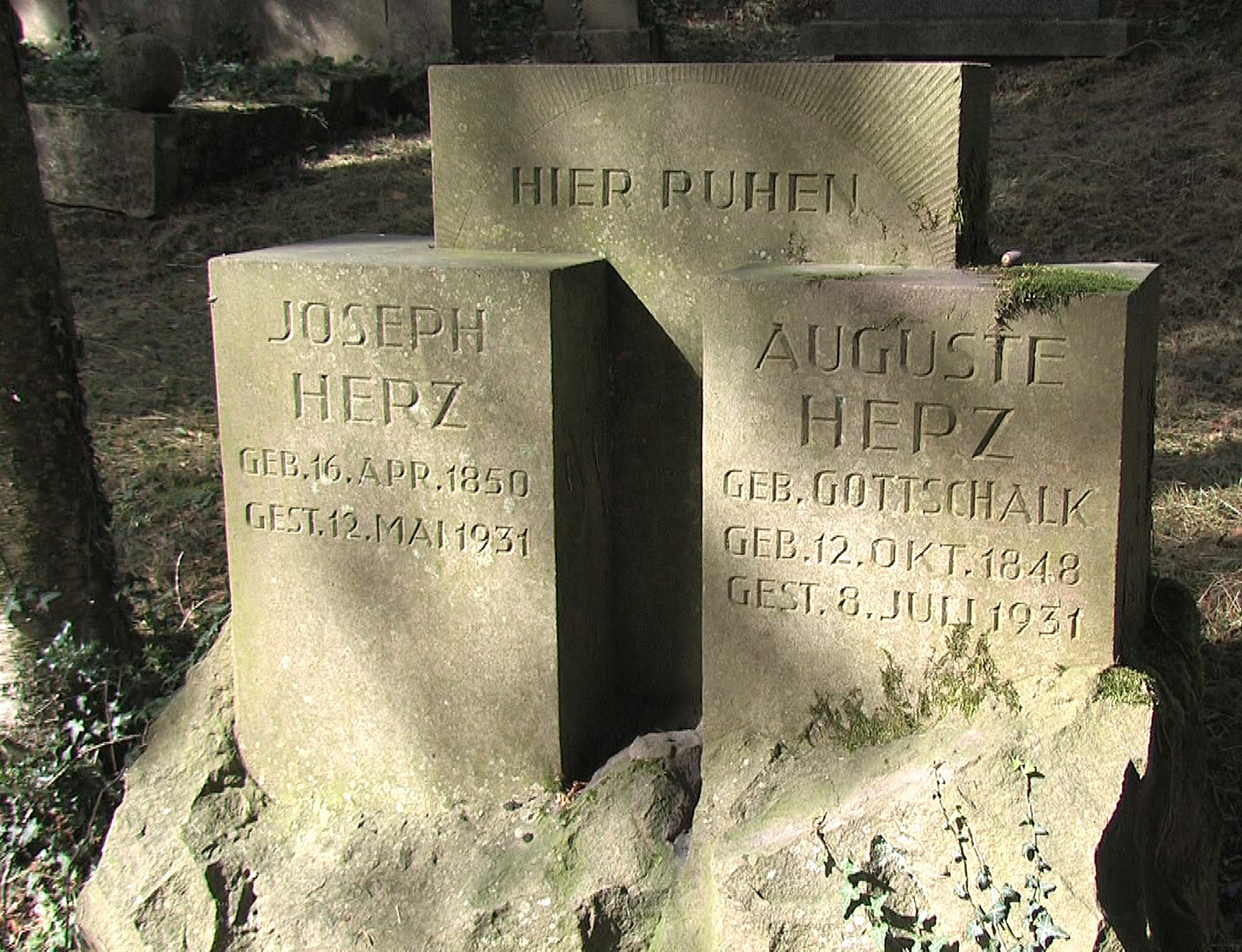
Joseph u. Auguste Herz
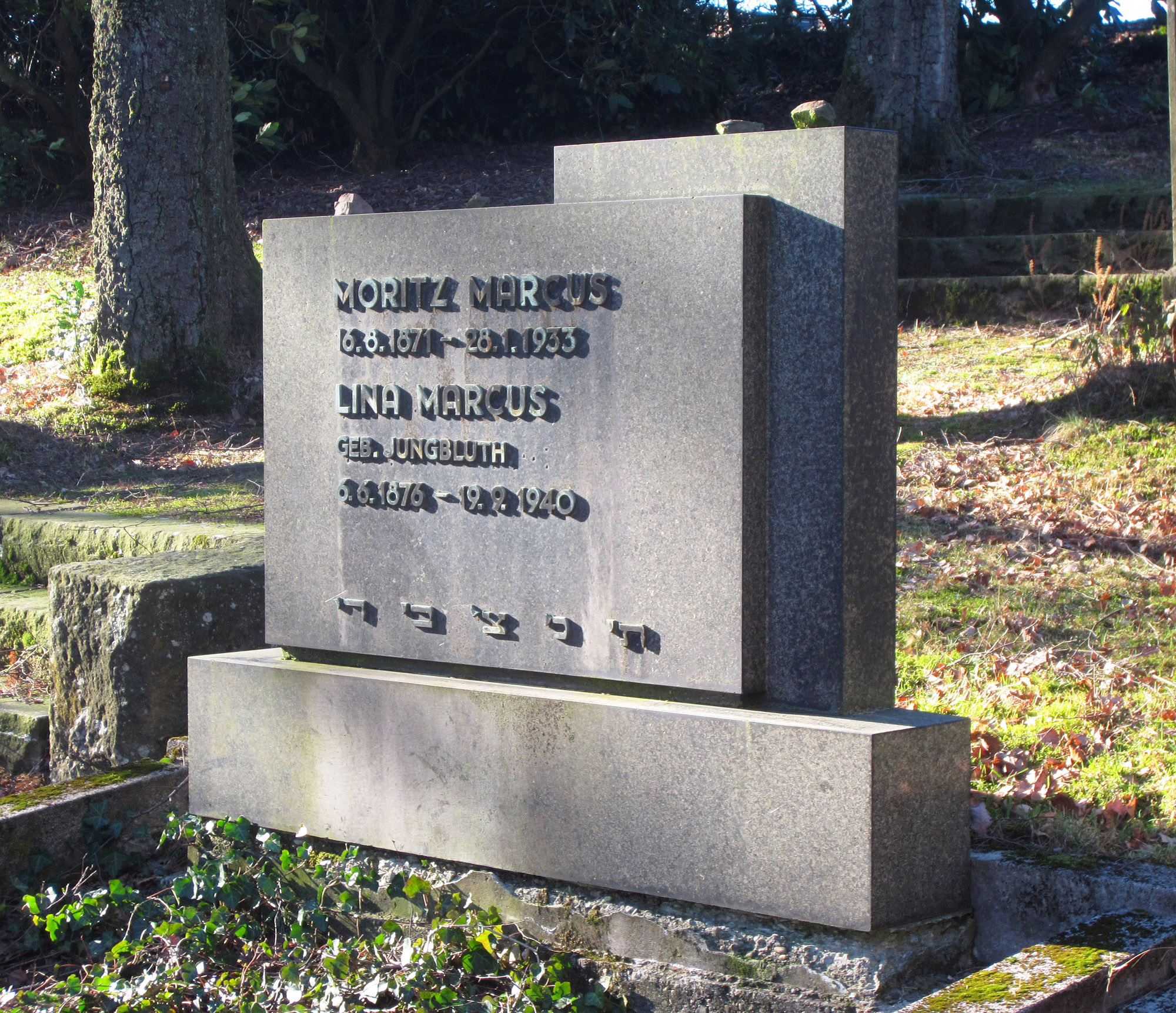
Moritz u. Lina Marcus
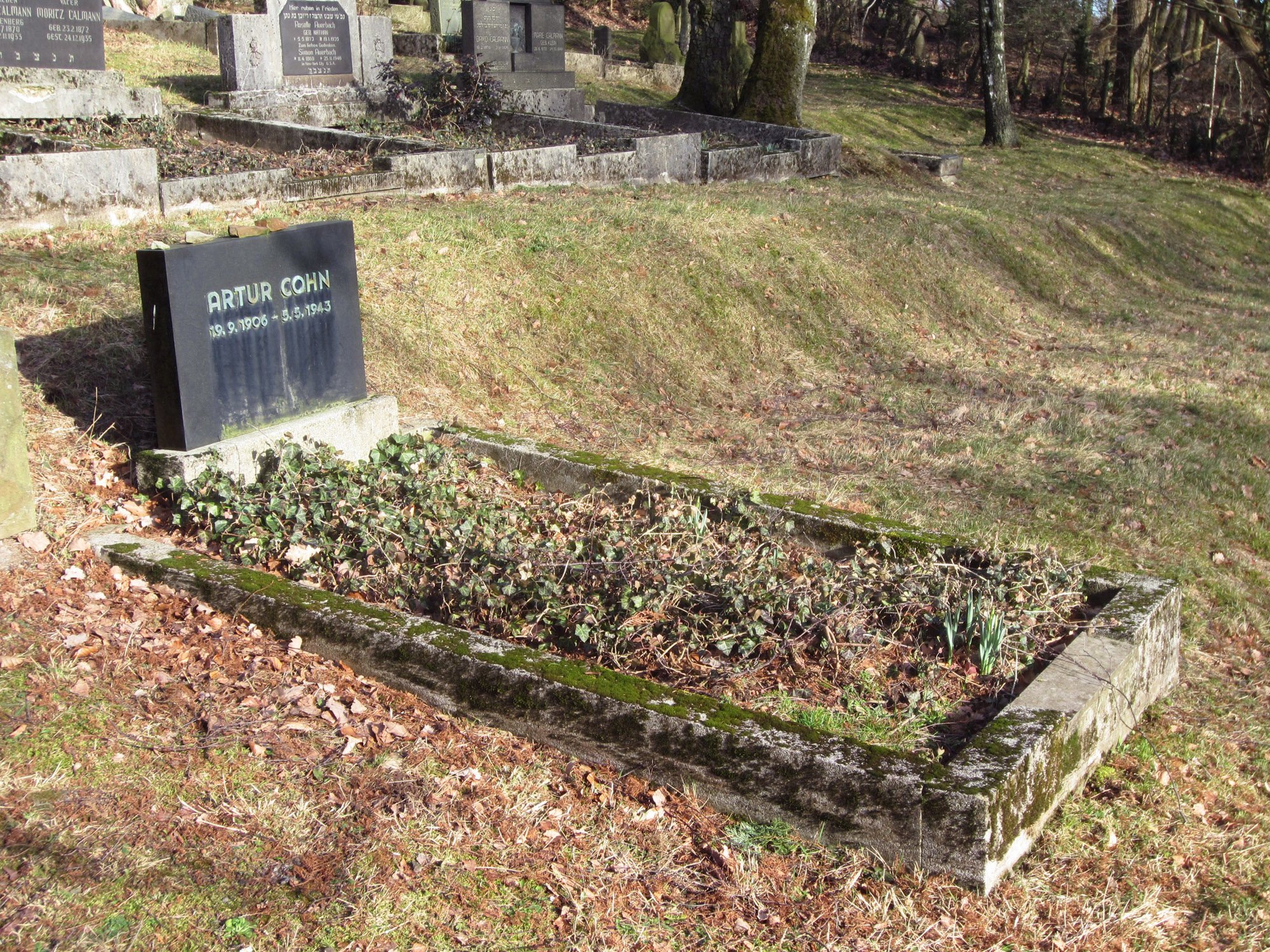
Artur Cohn
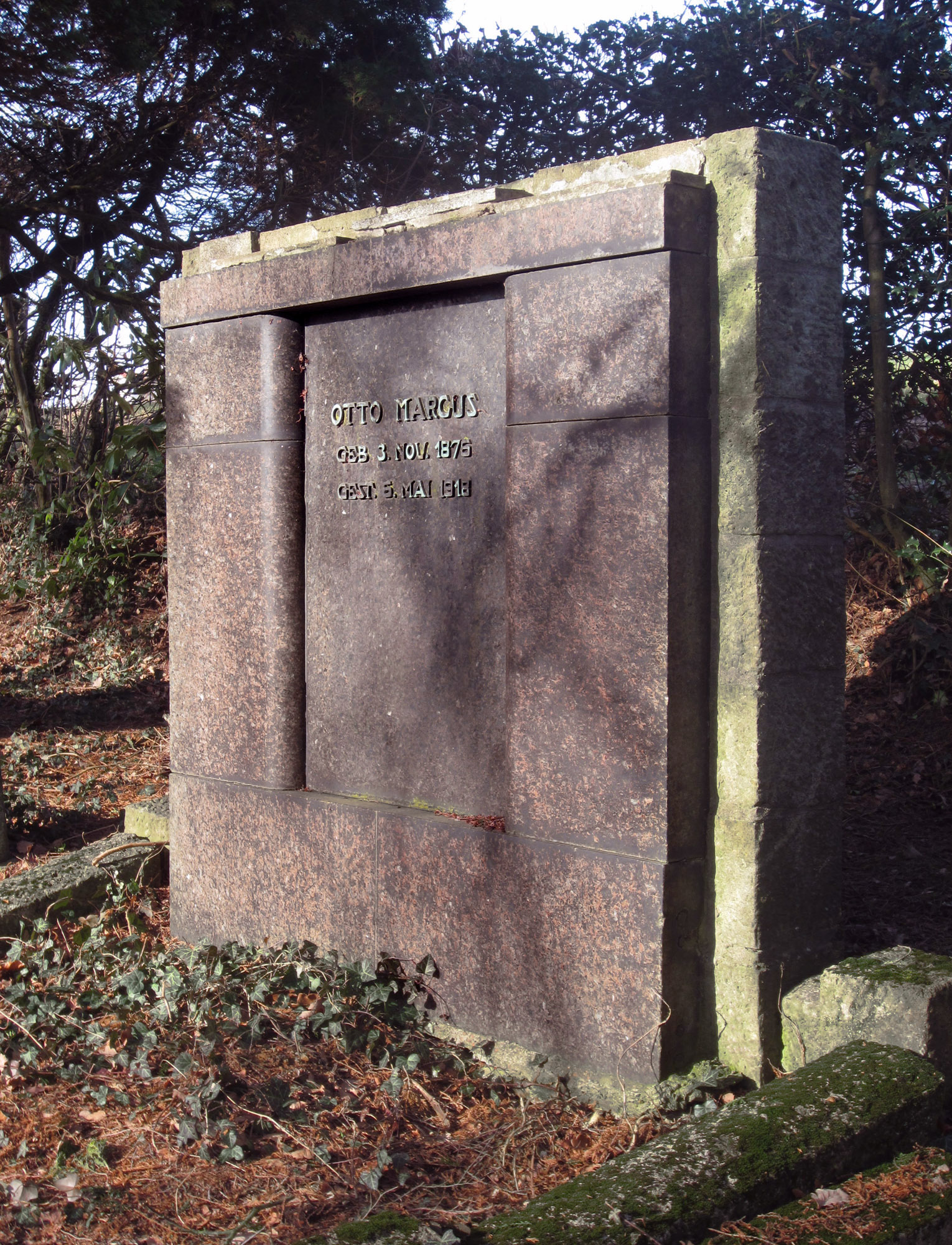
Otto Marcus

Aron Anschel
Dieser Grabstein (Nr. 19) wurde aus Unkenntnis verkehrtherum wiederaufgestellt, mit der hebräischen Inschrift nach hinten. Aron Anschel (1798–1866) war Sohn des Anschel Jakob und wie dieser im gleichen Beruf des Viehhändlers, auch wohnhaft im gleichen Haus Kirchstraße 12. Geschäftlich verbunden mit seinem älteren Bruder Joseph (Nr. 23), kam Anschel zu beträchtlichem Immobilienbesitz in Stadt und Umgebung. Ein Nachkomme, Albert Anschel (Nr. 68), verkaufte 1909 der Stadt Schwelm das Grundstück, auf dem das Märkische Gymnasium entstand.
Mirjam Hakohen
Der barock geschmückte Grabstein der Mirjam, Tochter des S(chmue)l Hakohen (gest. 1713, Nr. 69) ist älter als die Friedhofsanlage und dürfte daher vom ersten jüdischen Begräbnisort an der Stadtmauer hierher umgesetzt worden sein. Mirjam kann als Ehefrau einer der vier um 1700 in Schwelm dokumentierten Schutzjuden vermutet werden. Sie stammte aus einer Priestersfamilie (ha-kohen). Die teilverwitterte Inschrift ließ sich 2019 durch das Salomon Ludwig Steinheim-Institut noch nahezu vollständig identifizieren.
Joseph Herz
Dr. Joseph Herz (1850–1931, Nr. 80) gehörte zu den ersten Akademikern, die aus den jüdischen Viehhändlers- und Metzgersfamilien Schwelms hervorgingen. Als Arzt wohnte und praktizierte er im heute erhaltenen, denkmalgeschützten Haus Kölner Straße 3. Mit dem Ehrentitel eines „Sanitätsrats“ versehen, genoss er hohes Ansehen in der Schwelmer Bevölkerung und wurde 1920 Ehrenmitglied des Vereins der Ärzte des Kreises Schwelm. Ein jüngerer Bruder von ihm war Moritz Herz (Nr. 78), der eine Papierwarenfabrik in Werkshallen der heutigen Hattinger Straße 43 betrieb.
Moritz und Lina Marcus
Der Grabstein (Nr. 81) ist eine Arbeit des jüdischen Bildhauers Leopold Fleischhacker aus Düsseldorf. Die Signatur findet sich linksseitig am Sockel. Der Stein reflektiert den sgn. Internationalen Stil und weist als einziger auf dem Friedhof asymmetrische Formen auf. Moritz Marcus (1871–1933) war der ältere Sohn des Viehhändlers Meyer Marcus (Nr. 40), wohnhaft im heute erhaltenen Haus Bahnhofstraße 37. Seine Tochter war Erna Cohn (s. u. unter Artur Cohn).
Artur Cohn
Dieser Grabstein (Nr. 86) ist der zeitlich letzte des Friedhofs, aufgestellt wohl erst nach Kriegsende 1945. Artur Cohn (1906–1943) stammte aus einer Kaufhausbesitzerfamilie in Attendorn und heiratete 1937 die Schwelmerin Erna Marcus. Er erkrankte an Tuberkulose und wurde im Schwelmer „Judenhaus“ von seiner Frau bis zu seinem Tod 1943 gepflegt. Erna Cohn begrub ihren Mann auf dem Friedhof, den sie als dann „völlig zerstört“ beschrieb. Sie wurde anschließend deportiert und überlebte das Vernichtungslager Auschwitz.
Sonstige

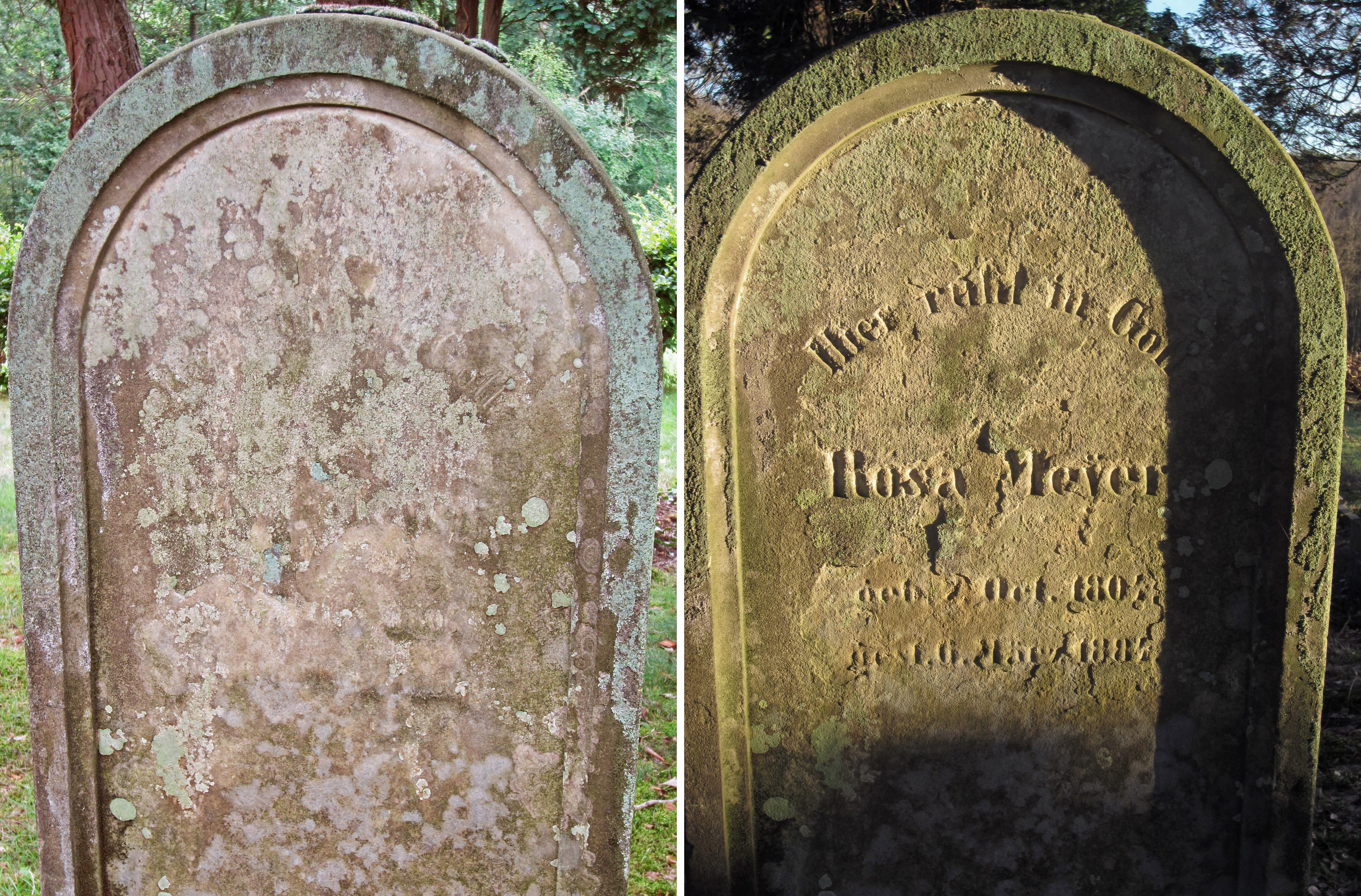
Mit Streiflicht werden Inschriften lesbar (Rosa Meyer, 1884)

Markus Herz (1801–1865, Nr. 17) war zeitweise Vorsteher der Gemeinde und betrieb eine Metzgerei am Ort der heutigen Hauptstraße 66. Mit Sohn Dr. Joseph Herz und Enkel Dr. Kurt Herz, beide Mediziner, kam die Familie zu hohem Ansehen in der Stadt. Auf dem Grabstein verweist ein Schmetterling, als Relief gestaltet im klassizistischen Dreiecksgiebel, auf die traditionsreiche Verwendung von Symbolen in der jüdischen Friedhofskultur.
Meyer Marcus (1832–1895, Nr. 40) erbaute als Viehhändler das (erhaltene) Haus Bahnhofstraße 37. Es ging an seine Söhne Moritz (Nr. 81) und Otto (Nr. 65) weiter und kam ab etwa 1940 zu Bekanntheit als Schwelms einziges „Judenhaus“.
Der auffallend große Familiengrabstein von Otto Marcus (1876–1918, Nr. 65) blieb bis auf seinen eigenen Namen leer. Marcus starb aufgrund einer Verletzung im Ersten Weltkrieg. Seine Frau und drei Kinder entkamen den Nationalsozialisten durch Flucht in die USA.

## Bestattete
Anschel Jakob (um 1755 Bochum? – 1817), Albert Anschel (1840 Schwelm – 1922), Aron Anschel (1795 S. – 1866), Joseph Anschel (1793 S. – 1873), Julie Anschel (1832 S. – 1909), Levi Anschel (1830 S. – 1903), Rebekka Anschel gb. Loeb (1800 Leutersdorf – 1884), Amalie Auerbach (1873 Langerfeld? – 1886), Levi Auerbach (1821 Niederfell – 1888), Rosette Auerbach gb. Nathan (1873 Köln? – 1935), Sara Auerbach gb. Simson (1832 Langenberg – 1911), David Barmé/Barmen (1803 Vettweiß? – 1865), David Barmé (1847 Langerfeld – 1918),  Elise Barmé gb. Winter (1845 – 1918), Gudula/Julchen? Barmé gb. Cahn (1810? – 1893), Max Barmé (1880 Langerfeld – 1907), Leni/Helene Buscher/Bouscher (1904 Gevelsberg – 1923), Calm Calmann (1810 S. – 1877), David Samuel Calmann (1876 S. – 1935), Hedwig Calmann gb. Rosenberg (1870 Dortmund – 1933), Helene Calmann (1839 S. – 1919), Ilse Calmann (1905 S. – 1914), Jenny Calmann gb. Kanin (1847 Halle/Saale – 1882), Marcus Calmann (1776 S. – 1853), Friederike/Fromet Calmann gb. Behrens (ca. 1780 – 1860), Marie Calmann gb. Klein (1878 – 1940), Melchior Calmann (1841 S. – 1899), Moritz Calmann (1872 S. – 1935), Regine Calmann gb. Cohn (1805 Grimlinghausen – 1883), Arthur Cohn (1906 Attendorn – 1943), Rosa Dahl (um 1816 S. – 1877), Carl Coppel Frankenberg (1819 Langenfeld – 1878), Helene Frankenberg gb. Rosenthal (1834 – 1912), Juliana Frankenberg gb. Ernst (1820 Lüttringhausen – 1864), Robert Frankenstein (1914 S. – 1914), Auguste Herz gb. Gottschalk (1848 Essen – 1931), Clara Herz (1881 S. – 1889), Emma Herz gb. Oster (1864 – 1902), Josef Herz (1850 S. – 1931), Joseph Herz (um 1804 S. – 1881), Markus Herz (1801 S. – 1865), Max Herz (1858? S.? – 1888?), Moses/Moritz Herz (1855 S. – 1927), Pauline Herz gb. Löwenstein (1820 Steele – 1907), Thekla Herz gb. Ruben (1882 Lübbecke – 1929), Bernhardine Herzsohn gb. Geldmacher (1801 Schwerte – 1875), Joseph Herzsohn (1796 S. – 1877), Meyer Herzsohn (1805 S. – 1847), Moses Herzsohn (um 1800 S. – 1848), Bela Frau Herz Joseph/Joseph Sohn gb. Melchior (1768 Bork/Selm – 1842), Ida Krahl gb. Herschmann (1870 Vysočany/Žatec – 1941), Bernhard Löwenstein (1864 Borgentreich – 1925), Bertha Löwenstein (1855 – 1903), Betty Löwenstein (1869 Borgentreich – 1934), Karl/Carl Löwenstein (1870 Borgentreich – 1923), Frieda Löwenstein (1872 Borgentreich – 1932), Friederike Löwenstein gb. Ostheim (1832 – 1915), Jakob Löwenstein (1853 Borgentreich – 1906), Julie Löwenstein (1859 Borgentreich – 1925), Rosalie Löwenstein (1857 Borgentreich – 1927), Fanny Marcus gb. Feidelberg (1836 Altena – 1907), Lina Marcus gb. Jungbluth (1876 Heisingen – 1940), Meyer Marcus (1832 Hattingen – 1895), Moritz Marcus (1871 S. – 1933), Otto Marcus (1876 S. – 1918), Regina Marcus gb. Herz (um 1779 Canstein/Marsberg – 1874), Herz Markus (um 1812 S. –  1884), Amalie Meyer gb. Würzburger (1816 Bochum – 1869), Carl Otto Meyer (1873 S. – 1908), David Meyer (um 1760 Linn/Krefeld – 1844), Bella Frau David Meyer ( – 1827), David Meyer (1799 S. – 1889), Elise Meyer gb. Simon (1850 Düsseldorf – 1923), Emil Meyer (1844 S. – 1897), Flora Meyer gb. Landau (1851 – 1919), Sara Hanna Meyer gb. Joseph (1815 Kettwig? – 1840), Hermann Meyer (1873 S. – 1922), Herz Meyer (1807 S. – 1889), Joseph Meyer (1839 S. – 1911), Rosa Meyer (ca. 2.10.1804 S. – 6.3.1884), Mirjam Tochter des S(chmue)l Hakohen ( – 1713, nur Grabstein erhalten), Abraham Podemski (1894 Lodz – 1916), Bernhard Rosendahl (1840 S. – 1905), Bertha Rosendahl gb. Bielefeld (1846 – 1918), Bertha Rosendahl gb. Stern (1830 – 1874), Gerda Rosendahl (1904 S. – 1906), Jette Rosendahl gb. Hirsch (1816 – 1865), Julie Rosendahl gb. Bielefeld (1840 Köln – 1905), Marcus Rosendahl (1826 S. – 1882), Michael Rosendahl (1800 Ergste? – 1861), Sarah Frau Michael Rosendahl gb. Moses (  S. – 1842), Moses Rosendahl (1832 S. – 1902), Bernhard Stern (1847 Hennen/Iserlohn – 1909), Gesine Stern gb. Lindenberg (1843 – 1871), Rika/Friederike Victor gb. Seehoff (1835 Beverungen – 1920), Jacob Victor (1835 Driburg – 1907), Gertrud Wendriner (1906 – 1913), Isidor/Isedor Wendriner (1865 Breslau – 1925)